# 盛泉寺 (松本市)
盛泉寺（じょうせんじ）は、長野県松本市波田にある曹洞宗の寺院である。山号は天陽山、通称水沢観音。1552年（天文21年）に創建された。本尊は釈迦如来である。シダレザクラの名所。廃仏毀釈で廃寺となった若沢寺旧蔵の仏像を保管していることで知られる。

## 概要
境内はすべて山裾の傾斜地を切り開いたもので、山門の下を黒川堰の流れが横切る。春のしだれ桜と鐘楼堂のとり合わせ、秋の紅葉と鐘楼堂のとり合わせが知られる。

## 歴史
寺伝によると、1552年（天文21年）に神林郷の地頭・常和泉守（常澄氏）が「常泉寺」として建立し、慶長年間（1596年〜1615年）に瑞松寺第二世柏鷹正庭が開山した。その後、1659年（万治2年）に、寺の隆盛を期して寺名変更を願い出て、1670年（寛文10年）に、「盛泉寺」に改められた。
1870年（明治3年）に、松本藩が廃仏毀釈の藩令を出し、これを強力に押し進めたことから苦境に陥るが、寺の存続がかなった理由の一つに、天領の和田に檀家があったことが上げられるという。1873年（明治6年）から1875年（明治8年）までは、明智学校（当時の波多村に置かれた小学校3つの1つ）の校舎として使われた。
太平洋戦争のために、1730年（享保15年）造の梵鐘は金属供出の難に遭ったが、1958年（昭和33年）に香取正彦の手になる梵鐘が再興された。本尊の千手観音は、坂上田村麻呂の兜に付けられていたものとされるが、現存するものは同様に、1956年（昭和31年）に香取正彦が造った黄金仏である。

## 水沢観音堂
水沢観音堂は、廃仏毀釈により取り壊された若沢寺にあった救世殿を盛泉寺に移し、観音堂として1895年頃（明治20年代後半）に再建したもので、銅造菩薩半跏像、銅造伝薬師如来坐像御正体残闕、銅造菩薩立像、木像（不動明王立像）、真言宗祖師像（木像弘法大師坐像・木像興教大師坐像）2体、絹本不動明王掛軸などを収蔵している。建物は1984年（昭和59年）に改築された。子授け、アカギレ、イボ等にご利益があるとされる。若沢寺は、信濃国内有数の古刹で、江戸時代後期には「信濃日光」と称されるほどの規模を誇ったが、明治初年の廃仏毀釈で取り壊されて廃寺となった。盛泉寺が信濃三十三観音霊場の第25番札所であるのも、若沢寺からの継承である。山門前の六地蔵も、もとは若沢寺にあったものである。
- 参道入り口の六地蔵。もと若沢寺に鎮座
- 旧若沢寺の銅造菩薩半跏思惟像
- 本殿
- 山門前
- 旧若沢寺の仏を納める水沢観音堂
- 薬師如来堂

## 札所
- 信濃三十三観音霊場25番
- 信州筑摩三十三カ所観音霊場30番
- 信州七福神月見布袋

水澤観音ご詠歌『参るより 心も清き水澤の 誓いも深き み寺なりけり』

## アクセス
- アルピコ交通上高地線波田駅から西南方向へ徒歩約30分。